# Llanura de España-Lago de Mezzola

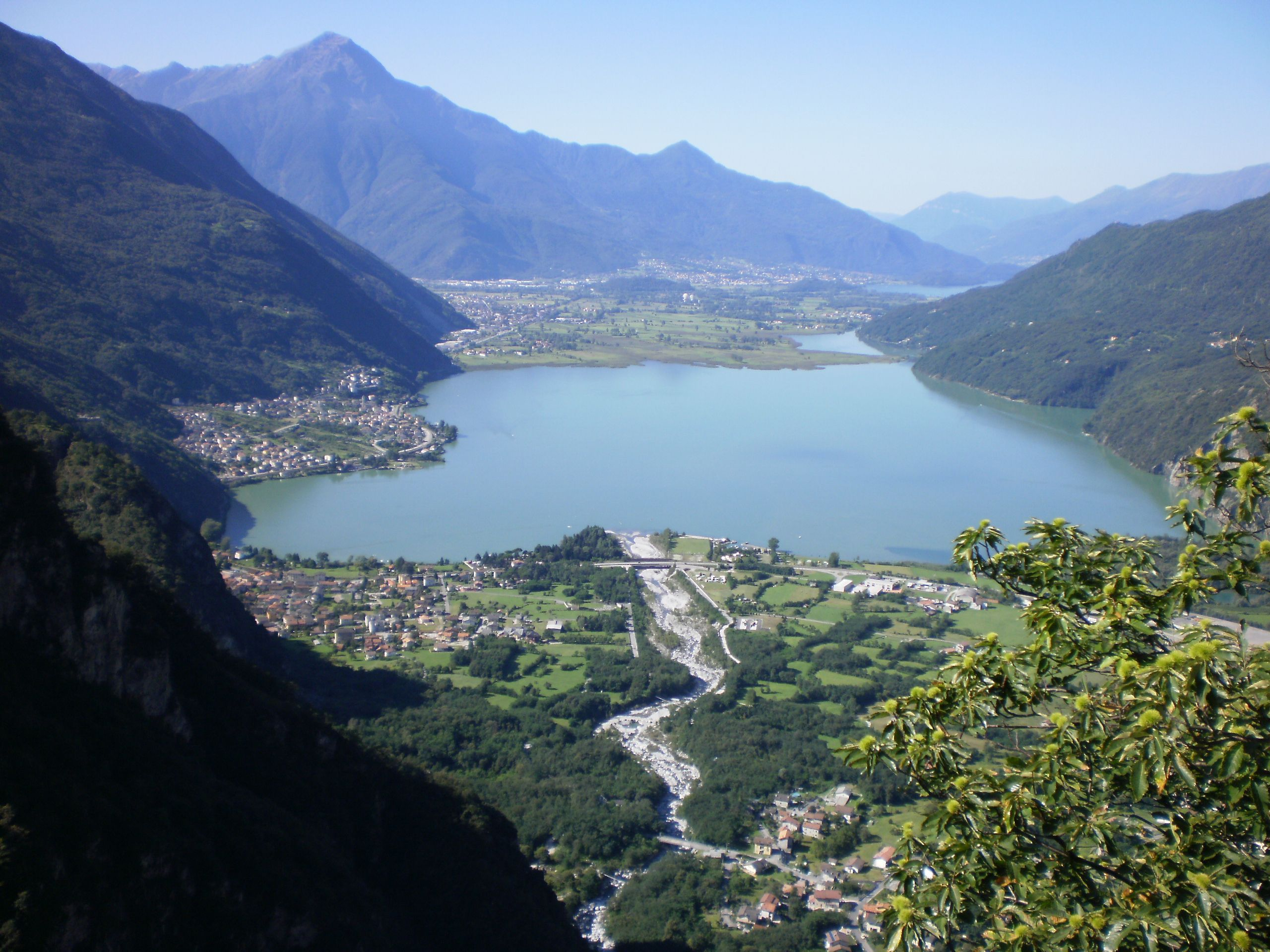
Lago de Mezzola

La reserva natural Llanura de España-Lago de Mezzola (Pian di Spagna-Lago di Mezzola) se creó en 1976, con una extensión de 158,6 km². Es un área de protección especial que incluye el sitio Ramsar Pian di Spagna e Lago di Mezzola, que tiene 17,4 km². Abarca las comunas de Sorico y Gera Lario en la provincia de Como, y Verceia, Novate Mezzola y Dubino en la provincia de Sondrio.
La llanura de España o llano de España (Pian di Spagna) es una llanura aluvial, formada por el aporte detrítico del río Adda y su confluencia con el río Mera, a los pies de los Alpes, en la región de Lombardía, entre los lagos de Mezzola y la parte superior del Como, con una extensión de 1600 ha. Recibe este nombre porque estuvo bajo dominio español entre los siglos XVI y XVIII.
El lago de Mezzola está separado del lago Como, al sur, por el río Mera, que atraviesa la parte occidental de la llanura de España, último tramo de la Valtelina. El lago, a 200 m de altitud, tiene una superficie de 5,9 km², una longitud de 3,5 km y una profundidad máxima de 69 m.

## Flora y fauna
Hay grandes extensiones de carrizo y turberas cubiertas de plantas del género Carex. La superficie del lago, lagunas y canales están en parte cubiertos por Nymphaea y nenúfar amarillo. La mayor parte del llano está dedicado a cultivos, maíz, alfalfa, etc., intercalados con arboledas dispersas de chopos, sauces, olmos y robles.
La zona se encuentra en una ruta migratoria de aves acuáticas, entre las cuales figuran la cerceta común, la focha común, el ánade real, el martinete común, cisnes, etc.